# بازيليكا

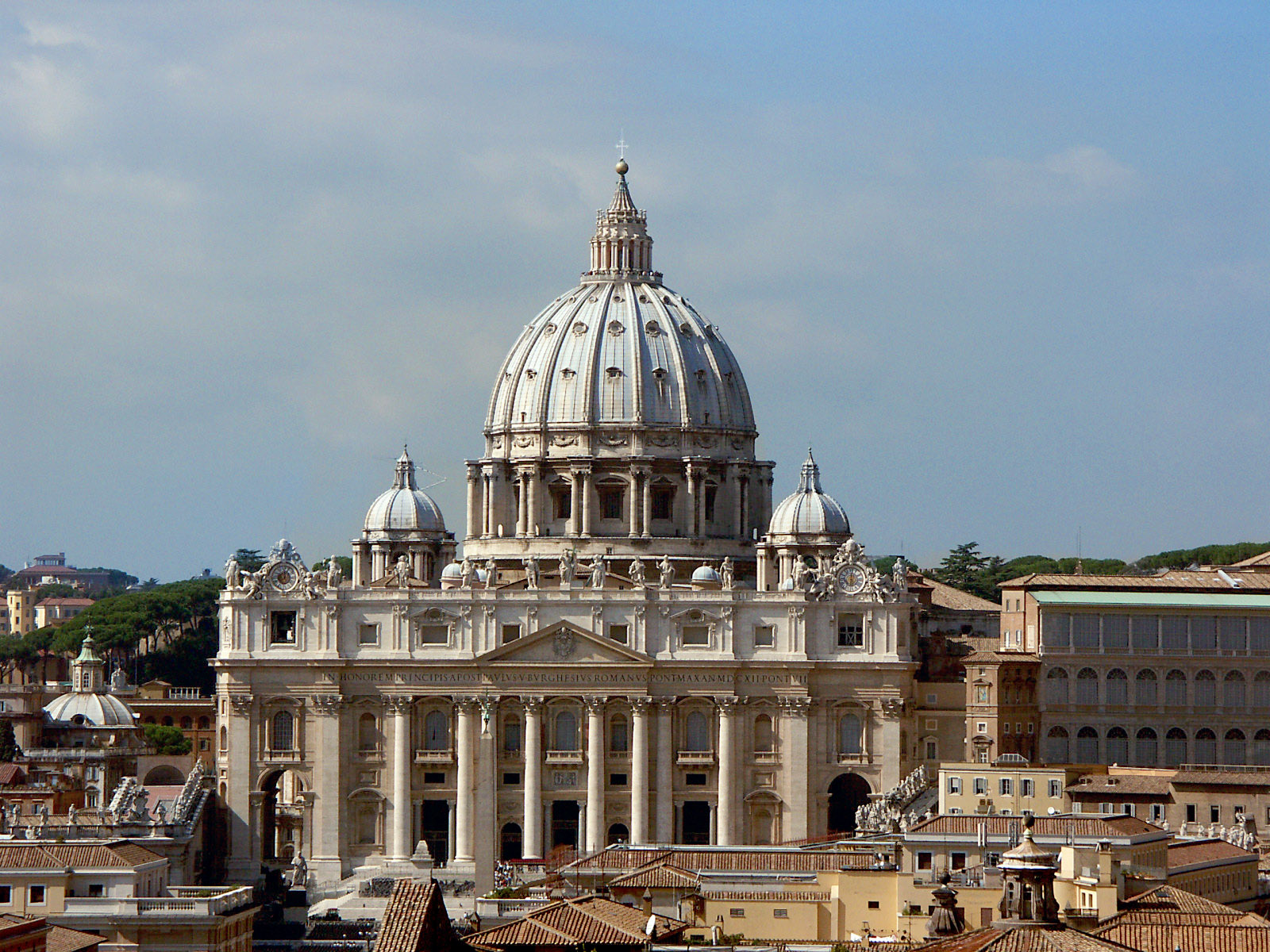
كاتدرائية القديس بطرس، الفاتيكان

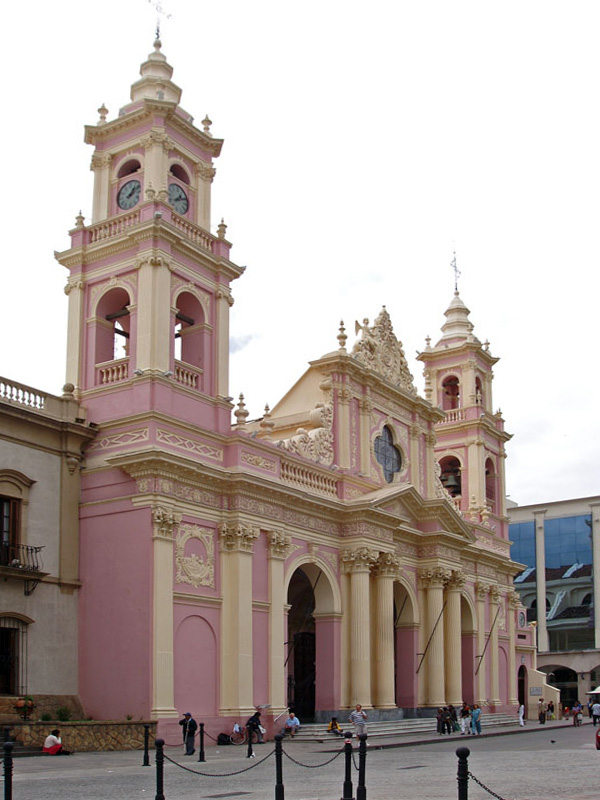

الباسيليقا أو البزليق أو البازيليكا أو الباسيليكا هي إحدي المباني الهامة في حياة سكان المدن الرومانية، لقد أخذ الرومان عن الإغريق العديد من المظاهر الحضارية وخاصة في مجال الفنون بصفة عامة والعمارة بصفة خاصة، فأخذ الرومان عن الإغريق الباسيليكات، حيث بنيت أول باسليكا في روما في العصر الجمهوري، اما معني كلمة بازيليكا فهو اصطلاح كان يستعمل لدى الإغريق بمعني صالة الملك أو العرش أو القاعة الملكية، إنه ومن خلال ما وصفه الكتاب القدمان إننا نرجح إعادتها إلي عصر المماليك في مصر القديمة.
لقد كانت البازيليكا في العصر الرماني تبني بالقرب من الأسواق بجانب الطرق الرئيسية لغرض تجاري بحت، ولكن في فترات لاحقة بعد أصبحت جزءا لا يتجزء من المباني الملحقة بالميدان العام، وبدأت تستعمل لدار للقضاء حيث بدأت المحاكمات والمرافعات القضائية تجري عندها ومكان لعقد الصفقات وتصديق العقود، وبعد انتشار المسيحية نظرا لأنها مكان فسيح استغله المسييون أضحت مكان يقومون عنده بصلواتهم وشعائرهم المسيحية.
والبازيليكا تأخذ في شكلها المعماري مستطيلا مقسم إلي ثلاثة أجزاء وهي:- الصحن المركزي الذي يتوسط المبني وجناحين علي جانبي البهو تفصل بينهما الأعمدة ولها حنية شرقية وبعض البزيليكات لها حنيتين شرقية وغربية، ولها أبواب بعضها يفتح علي ساحة الميدان العام والأخر يضل علي شارع رئيسي بالمدينة، وكانت تغضي بسقف نصف برميلي وتزين بالمنحوتات والثماثيل الجميلة والأرضيات الرخامية والجدران المكسوة بالرخام. من أقدم البزيليكات في العصر الروماني نجدها في روما مثل بازيليكا إيميليا وبازيليكا جوليا اللتان يعودان إلي عصر الجمهورية وبزيليكا ميدان تراجان في عهد تراجان في عصر الإمبراطورية، ولعل من أجمل البزيليكات بازيليكا سبتيميوس سويروس بمدينة لبدة العظمي في ليبيا.

## الأصول

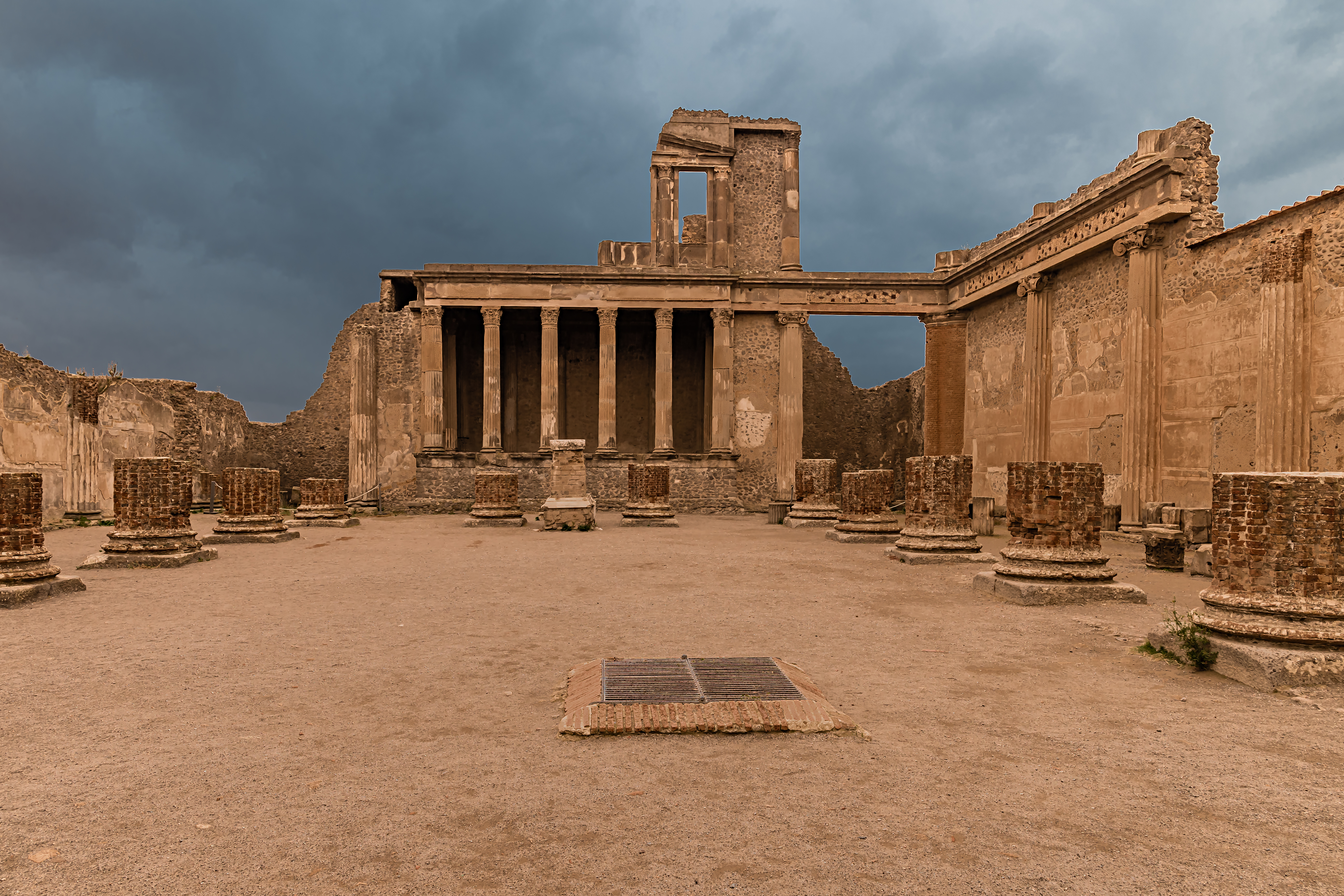
بقايا بازيليكا في بومبي، من الداخل (120 قبل الميلاد).

تُشتق كلمة بازيليكا اللاتينية من اليونانية القديمة من βασιλική στοά التي أصبحت بعد رومنة اليونانية: basilikḗ stoá، والتي تعني بالمعنى الحرفي: «الستوى الملكي». أول بازيليكا معروفة كانت بازيليكا بورسيا في المنتدى الروماني. شُيدت في عام 184، على يد ماركوس بورسيوس كاتو أو (كاتو الأكبر). بعد بناء بازيليكا كاتو الأكبر، أصبح المصطلح يُطبق على أي قاعة كبيرة مغطاة، سواء استُخدمت للأغراض المنزلية أو لأغراض تجارية أو كهيكل عسكري أو مبنى ديني.
تقترح مسرحيات بلاوتوس أن مباني البازيليكا قد يعود للفترة ما قبل مبنى كاتو. أُلفت المسرحيات بين عامي 210 و184 قبل الميلاد، وهي تذكر مبنى يمكن تحديده مع البلاط الملكي. هناك مثال آخر هو البازيليكا في بومبي (أواخر القرن الثاني قبل الميلاد). ربما جاء الإلهام من النماذج الأولية مثل ستوى بازيليوس في أثينا أو من البهو المعمد في جزيرة ديلوس، لكن الشكل المعماري مستمد في غالب الأمر من قاعات الجمهور في القصور الملكية لممالك ملوك طوائف الاسكندر في الفترة الهلنستية. كانت هذه الغرف عادة عبارة عن صحن عال تحيط به أروقة.
كنات هذه البازيليكات مستطيلة، مع صحن مركزي عادة وأروقة إضافة إلى منصة مرتفعة قليلًا وحنية في كل من النهايتين مزينة بتمثال ربما يمثل الإمبراطور، بينما تركزت المداخل على الجانبين الطويلين من المسقط. كانت البازيليكا الرومانية عبارة عن مبنى عام كبير حيث يمكن التعامل مع المسائل التجارية أو القانونية. في وقت مبكر من حكم أغسطس، كانت البازيليكا العامة المخصصة لإجراء الأعمال التجارية جزءًا من أي مستوطنة تعتبر نفسها مدينة، وتستخدم بنفس الطريقة التي تُستخدم فيها منازل السوق المغطاة التي تعود لأواخر العصور الوسطى في شمال أوروبا، حيث حُددت غرفة الاجتماع، لعدم وجود مساحة حضرية، فوق الأروقة. على الرغم من أن شكلها كان متغيرًا، إلا أن البازيليكا احتوت في كثير من الأحيان على أعمدة داخلية تقسم المساحة، وتشكل ممرات أو مساحات مقوسة على أحد الجانبين أو كليهما، مع حنية عند طرف واحد (أو في كثير من الأحيان عند كل طرف)، حيث جلس القضاة في كثير من الأحيان على منصة مرتفعة قليلًا. يميل الممر المركزي –الصحن- إلى أن يكون أوسع وأطول من الممرات الجانبية، بحيث يمكن للضوء اختراق النوافذ العلوية. 
في أواخر العصر الجمهوري، أصبحت البازيليكا ضخمة بشكل كبير، استبدل يوليوس قيصر بازيليكا سمبرونيا ببازيليكا جوليا الخاصة به، التي خُصصت للعبادة في عام 46 قبل الميلاد، في حين أُعيد بناء بازيليكا إيميليا نحو عام 54 قبل الميلاد بطريقة مذهلة بحيث كتب بلينيوس الأكبر أنها كانت من بين أجمل المباني في العالم (تم تغيير اسمها في نفس الوقت لبازيليكا بولس). بعد ذلك وحتى القرن الرابع الميلادي، بُنيت البازيليكا ضخمة الحجم بشكل روتيني على يد كل الأباطرة وطبقة خاصة من المواطنين. كانت هذه البازيليكات قاعات استقبال وفراغات كبيرة استقبل فيها النخبة من الشعب ضيوفهم وزوارهم، وكانت تتصل بفيلا قروية كبيرة أو دوموس. كانت هذه البازيليكات أصغر من تلك المدنية، ويمكن تمييزها من خلال النقوش ومن خلال موقعها في السياق الأثري. شيد دوميتيان بازيليكا على تل بالاتين لمجمعه السكني الإمبراطوري نحو عام 92 ميلادي، وكانت بازيليكا بالاتين نموذجية في القصور الإمبراطورية طوال الفترة الإمبراطورية.

## الجمهورية الرومانية
أصبحت البازيليكا الطويلة والمستطيلة مع التماثيل الداخلية، عنصرًا أساسيًا في العمران الروماني، وغالبًا ما شكلت الخلفية المعمارية لمنتدى المدينة واستخدمت لأغراض متنوعة. ابتداء من كاتو في أوائل القرن الثاني قبل الميلاد، تنافس سياسيو الجمهورية الرومانية على بناء بازيليكا تحمل أسماءهم في المنتدى الروماني، مركز روما القديمة. أقدم بازيليكا صامدة هي بازيليكا بومبي، التي بُنيت عام 120 قبل الميلاد، خدمت البازيليكا كمركز إداري وتجاري للمستوطنات الرومانية الكبرى: «التعبير المعماري الجوهري للإدارة الرومانية». كان بجوارها عادة مكاتب وغرف مختلفة تضم الكوريا وضريح توتيلا. مثل الحمامات الرومانية العامة، استخدمت البازيليكا عادة كأماكن لعرض التماثيل التكريمية وغيرها من المنحوتات، مكملة المساحات والطرق العامة المفتوحة.
إلى جانب كنيسة بورسيا في المنتدى الروماني، بنيت كنيسة إيميليا في عام 179 قبل الميلاد، وكاتدرائية سيمبرونيا في عام 169 قبل الميلاد. في فترة الجمهورية بني نوعان من البازيليكا عبر إيطاليا في منتصف القرن الثاني وحتى بداية القرن الأول قبل الميلاد: كانت إما مربعة الشكل تقريبًا مثل تلك التي في منتدى فورتونا والتي صممها فيتروفيوس وكوسا، بنسبة عرض إلى طول 3:4، أو أنها كانت مستطيلة الشكل مثل بازيليكا بومبي التي تبلغ نسبتها 3:7.
تُعد البازيليكا في أفسس نموذجية بالنسبة للبازيليكات في الشرق الروماني التي امتلكت عادة شكلًا متطاولًا بنسبة تراوحت بين 1:5 و 1:9، مع شرفات مفتوحة تواجه الأغورا (المنتدى الهلنستي). تأثر هذا التصميم بالتقاليد القائمة للستوى الطويلة في آسيا الهلنستية.